# Navelpluis

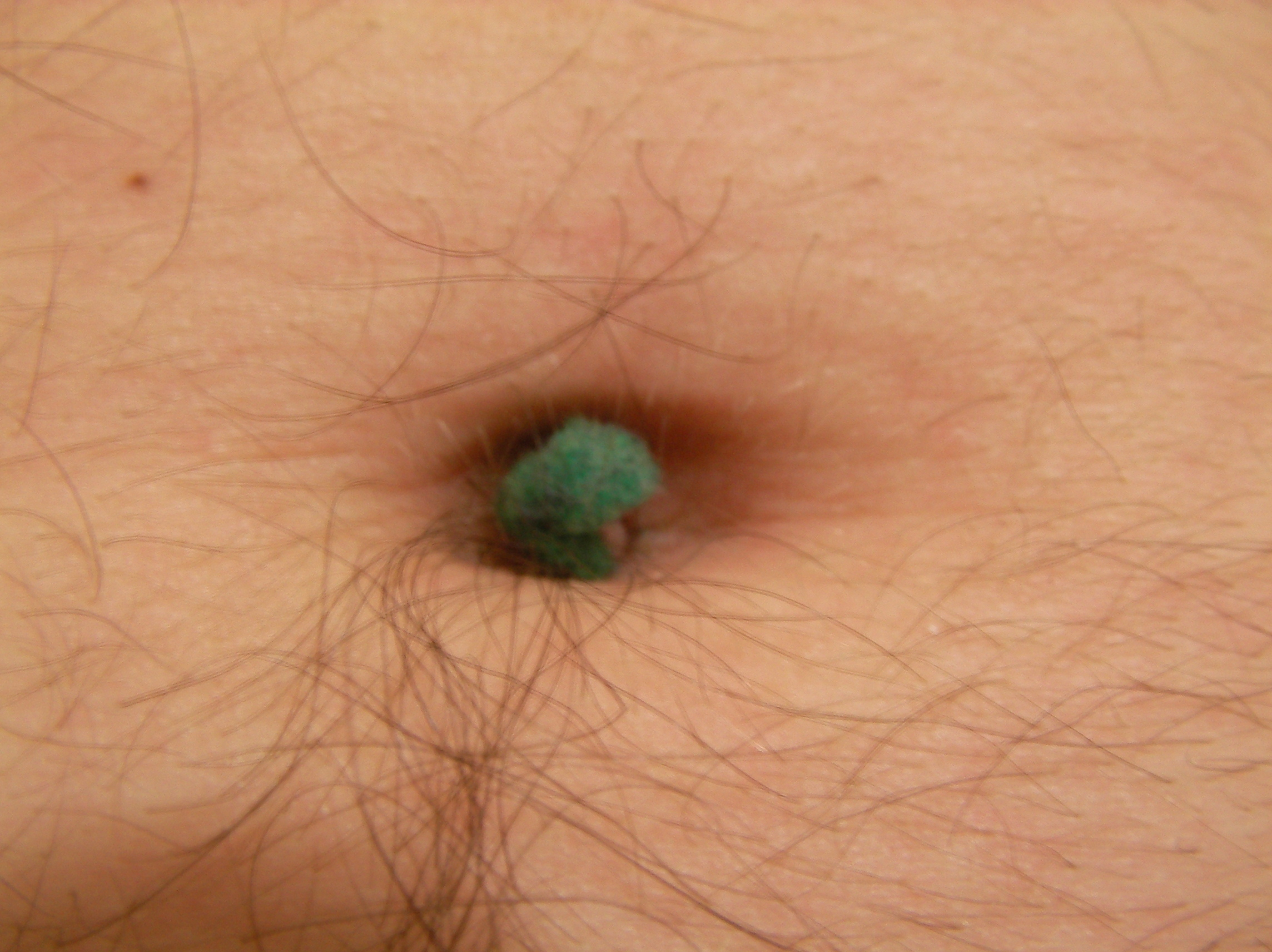
Navelpluis

Navelpluis is de benaming voor de opeenhoping van wollig materiaal in iemands navel.
De oorzaak van het verschijnsel is tot 2001 aanleiding geweest voor speculatie, maar in dat jaar heeft Karl Kruszelnicki van de Universiteit van Sydney, Australië, systematisch onderzoek verricht om alle aspecten van navelpluis aan het licht te brengen. Zijn voornaamste bevindingen waren:
- Navelpluis bestaat voornamelijk uit verdwaalde kledingvezels vermengd met dode huidcellen en lichaamshaar.
- In tegenstelling tot wat verwacht wordt, schijnt navelpluis voornamelijk uit het ondergoed naar boven te migreren in plaats van neerwaarts uit hemd of andere kleding van het bovenlichaam. Deze migratie is het gevolg van de wrijving tussen lichaamsbeharing en ondergoed.
- Bij vrouwen komt navelpluis minder voor vanwege hun kortere en fijnere lichaamsbeharing. Omgekeerd komt het bij oudere mannen meer voor vanwege hun ruwere en zwaardere beharing.
- De blauwachtige kleur van navelpluis wordt veroorzaakt doordat de meeste kleding blauwe vezels bevat.
- Navelpluis is volstrekt onschuldig en er is geen andere actie vereist dan het min of meer regelmatig verwijderen ervan.

Dr. Kruszelnicki's toewijding aan het oplossen van dit mysterie werd beloond met een Ig Nobelprijs voor Interdisciplinair onderzoek in 2002.

## Trivia
Graham Barker uit Perth, West-Australië, staat in het Guinness Book of Records als recordhouder van het verzamelen van de meeste navelpluis. Hij verzamelt zijn navelpluis sinds 17 januari 1984 en heeft een gemiddelde hoeveelheid van 3,03 mg per dag. In tegenspraak met het onderzoek van Dr. Kruszelnicki is dat zijn navelpluis roodachtig van kleur is, ook al draagt hij zelden rode kleren. Het zou te maken hebben met het gebruik van rode handdoeken.